# Hans-Jürgen Hermel

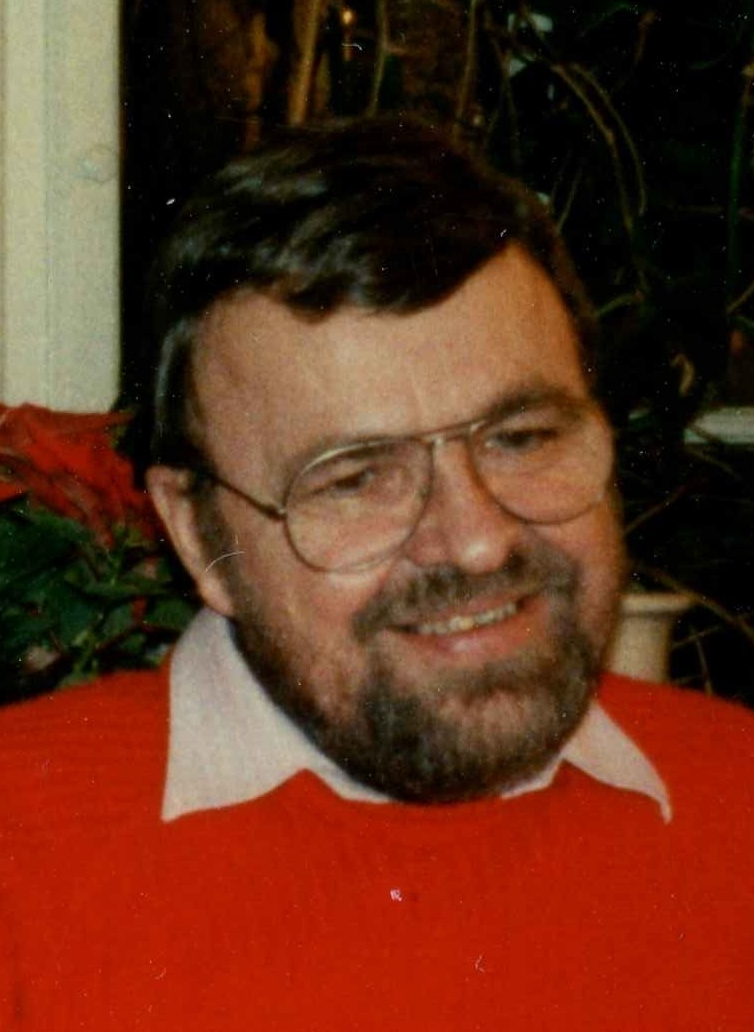
Hans-Jürgen Hermel

Hans-Jürgen Hermel (* 15. Oktober 1935 in Berlin; † 14. Februar 2017 in Hannover) war ein deutscher Fernseh-Journalist beim Norddeutschen Rundfunk (NDR), Unternehmer und Dokumentarfilmer sowie Filmemacher zur Arbeiterbewegung und zu den Verbrechen des Nationalsozialismus sowie Förderer der Gedenkstätte Ahlem.

## Leben
Noch als Kind erlebte der 1935 geborene Hans-Jürgen Hermel die Zeit des Nationalsozialismus und den Zweiten Weltkrieg, Zeiten, deren Schrecken er später durch mehr als 200 Interviews mit Zeitzeugen und Überlebenden des Holocausts und anderen Opfern nationalsozialistischer Verfolgung wie Sinti und  Zwangsarbeiter festhalten und für die Nachwelt erhalten sollte.
Nachdem er bis zu seinem Ruhestand als Redakteur für Kultur und Gesellschaft beim NDR gearbeitet und unter anderem das Regionalmagazin Hallo Niedersachsen geleitet hatte, engagierte sich Hans-Jürgen Hermel seit den 1990er Jahren für die Erinnerungskultur. Freiberuflich betrieb er gemeinsam mit seinem Sohn, dem Historiker Shaun Hermel, zur Herstellung seiner Filme und Videodokumentationen die Firma Memomedia Production. Während Hermel zum einen Dokumentationen verschiedenen Gedenkstätten in Niedersachsen zur Verfügung stellte, produzierte er andererseits Dokumentarfilme wie beispielsweise

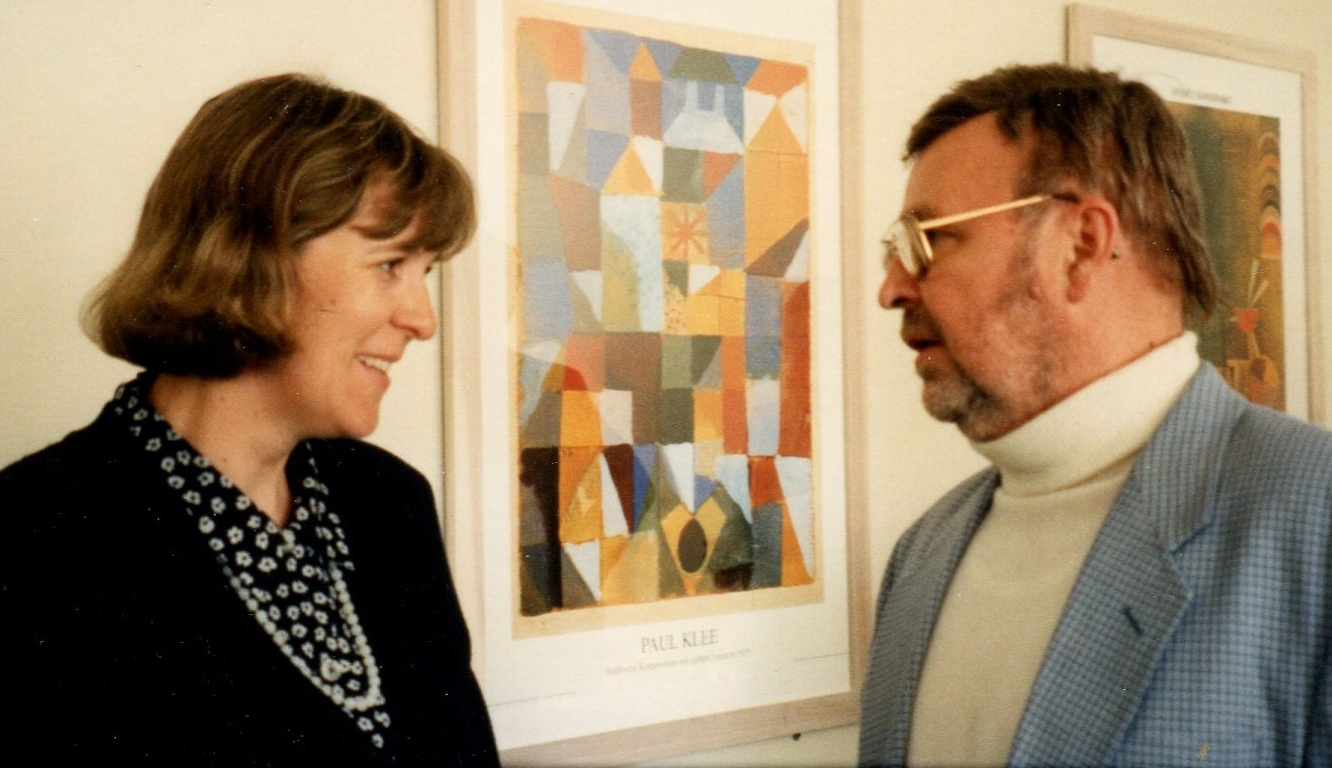
Hans-Jürgen Hermel als Personalrats-Vorsitzender gemeinsam mit der langjährigen Personalchefin des Norddeutschen Rundfunks, Petra Ertel

- Der verlorene Zug – Auf den Rädern der Reichsbahn durch die Hölle (1999);
- Der Eiserne Otto – Zeitzeugen erinnern an Otto Brenner (2007);
- Otto Brenner – Sein Vermächtnis (2008); sowie
- Ausgebeutet bis zum Umfallen – Zwangsarbeiterlager in Hannover (2011).[3]

Zudem hatte sich Hermel an dem von der Stiftung niedersächsische Gedenkstätten initiierten Zeitzeugenprojekt beteiligt.
Hermel engagierte sich als langjähriges Mitglied und Redakteur der Radiosendungen Zeitreisen und Lebensläufe bei Radio Flora.
Insbesondere aber war Hans-Jürgen Hermel langjähriges Mitglied und seit 2006 erster Vorsitzender des Fördervereins Gedenkstätte Ahlem e. V. in Hannover. Er war maßgeblich beteiligt an der Gründung des Netzwerkes Erinnerung und Zukunft in der Region Hannover, das eng mit der Landeshauptstadt und der Region Hannover kooperiert. Der Gedenkstätte Ahlem überließ Hermel 160 gesammelte Zeitzeugeninterviews für den 2014 eröffneten multimedialen Ausstellungsraum mit Außenanlagen des ehemaligen Direktorenhauses der Israelitischen Gartenbauschule Ahlem. Zudem beteiligte sich Hermel regelmäßig an Vorträgen, Diskussionen, Zeitzeugengesprächen, Lesungen und Führungen der heutigen Gedenkstätte.
Für seinen jahrzehntelangen Einsatz und kritische Begleitung bei der Entwicklung der Erinnerungskultur im Hannoverschen Raum wurde Hans-Jürgen Hermel durch Oberbürgermeister Stefan Schostok im Auftrag des Bundespräsidenten am 15. November 2016 im Neuen Rathaus der Landeshauptstadt Hannover mit der Verleihung der Verdienstmedaille des Verdienstordens der Bundesrepublik Deutschland geehrt.